# Simeonowo (obwód Jamboł)
Simeonowo (bułg. Симеоново) – wieś w południowo-wschodniej Bułgarii, w obwodzie Jamboł, w gminie Tundża. Według danych Narodowego Instytutu Statystycznego, 31 grudnia 2011 roku wieś liczyła 279 mieszkańców.

## Przyroda
Na terenie Simeonowo znajduje się jedyne w Bułgarii siedlisko Tulipa splendens.

## Imprezy cykliczne
- Święty sobór odbywa się 16 maja